# Ermin Jusufović
Ermin Jusufović (ur. 31 maja 1985 w Tuzli) – bośniacki niepełnosprawny siatkarz, multimedalista paraolimpijski.
Członek reprezentacji narodowej od 2002 roku. Stał na podium mistrzostw świata i Europy (m.in. mistrz świata z 2006 roku oraz mistrz Europy z lat 2003 i 2009). W latach 2004–2021 pięciokrotnie zdobył medal igrzysk paraolimpijskich, w tym dwukrotnie złoty (2004, 2012), dwukrotnie srebrny (2008, 2016) i jednokrotnie brązowy (2021). Do 2019 roku zagrał w 119 meczach reprezentacji Bośni i Hercegowiny.
W 2017 roku został wyróżniony tytułem wybitnego sportowca klasy międzynarodowej przez ministerstwo spraw cywilnych.
Żonaty z Merimą, z którą ma syna Namika (stan na rok 2012).